# Falkvåltjärnarna (Storsjö socken, Härjedalen, 697932-135645)
Falkvåltjärnarna är en sjö i Bergs kommun i Härjedalen och ingår i Ljungans huvudavrinningsområde. Sjön har en area på 0,0873 kvadratkilometer och ligger 882,8 meter över havet.

## Delavrinningsområde
Falkvåltjärnarna ingår i det delavrinningsområde (697879-135742) som SMHI kallar för Mynnar i Storån. Medelhöjden är 887 meter över havet och ytan är 41,62 kvadratkilometer. Det finns inga avrinningsområden uppströms utan avrinningsområdet är högsta punkten. Lillån som avvattnar avrinningsområdet har biflödesordning 3, vilket innebär att vattnet flödar genom totalt 3 vattendrag innan det når havet efter 318 kilometer. Avrinningsområdet består mestadels av skog (37 procent), sankmarker (10 procent) och kalfjäll (51 procent). Avrinningsområdet har 0,52 kvadratkilometer vattenytor vilket ger det en sjöprocent på 1,2 procent.